# Anschluss
Anschluss, også skrevet Anschluß ("tilslutning, anknytning eller forening") eller Anschluss Österreichs ("Østrigs indlemmelse eller genforening"), er en tysk betegnelse på Nazi-Tysklands anneksion af Østrig den 12. marts 1938. Det var kulminationen af det nationale pres for at forene de tyske befolkninger i Østrig og Tyskland. Anschluss styrkede de tyske flanker mod Tjekkoslovakiet, da en krig truede pga. Hitlers krav om Sudetenland. Begge anneksioner ophørte efter Tysklands nederlag i 2. verdenskrig i 1945.
Dagen før havde tyske tropper besat landet. Det blev forbudt at bruge navnet Østrig, der herefter blev kaldt Ostmark.
Kort efter Anschluss blev også Sudeterlandet med bl.a. de tidligere østrigske lande Bøhmen og Mähren overtaget af Tyskland (Reichsprotektorat Böhmen-Mähren; nuværende Tjekkiet).

## Baggrund
Tanken om, at alle etniske tyskere skulle samles i et land, havde været levende siden opløsningen af Det tysk-romerske rige i 1806. Samtidig var der fra 1700-tallet en stor emigration af tysksprogede til større områder, særlig i Østeuropa efter invitation af magthaverne for at befolke områder, som var befolkningsmæssigt svækket som følge af pest eller krig, og for at styrke landbruget. Den immigrerede tysksprogede befolkning fik ofte en del privilegier, blandt andet knyttet til eget sprog og kultur.
Wienerkongressens principper om forskellige landes interessesfærer bygger på opdelingen af tyske og italienske stater, og ikke deres samling som kom i løbet af 1800-tallet. Dette rejste imidlertid spørgsmålet, om der faktisk fandtes et tysk folk, og hvilke kendetegn der i så fald karakteriserede dette folk og skilte dem fra andre. Flere synspunkter førte til flere løsninger knyttet særligt til den stortyske løsning, eventuelt den lilletyske løsning, hvor særligt det habsburgske Østrig blev holdt uden for. Det var fremme på Frankfurtparlamentet i 1848, og førte i løbet af 1800-tallet til en rivalisering mellem et voksende og stadig mere selvbevidst Preussen og Østrig.
I det diplomatiske spil i 1800-tallet lykkedes det den preussiske kansler Otto von Bismarck at mindske den østrigske indflydelse på de øvrige tyske stater. Ekskluderingen af Østrig blev endelig ved den preussiske sejr i Den preussisk-østrigske krig i 1866, som udmanøvrerede østrigerne nord for egne grænser og åbnede for etableringen af Det nordtyske forbund året efter med preussisk dominans og åbnede for Tysklands samling og etableringen af Det Tyske Kejserrige i 1871 med den preussiske konge som kejser.

### Situationen efter 1. verdenskrig
Da Østrig-Ungarn gik i opløsning efter 1. verdenskrig, var der kræfter inden for den tysktalende del af dobbeltmonarkiet, som ønskede tilslutning til Tyskland og således at styrke deres position efter nederlaget i krigen. Dette ønske fik udtryk i etableringen af republikken Deutschösterreich den 12. november 1918, men både Versaillestraktaten og Saint-Germain-traktaten fra 1919 forbød en østrigsk tilslutning til Tyskland, uden at den var godkendt af Folkeforbundet. Dette blev skarpt kritiseret af blandt andre Hugo Preuss, som skrev Weimarforfatningen, da han hævdede, at dette stred mod princippet om national selvbestemmelsesret, som var basis for fredsslutningen. Både Weimarforfatningen og forfatningen for den første østrigske republik indeholdt langsigtede mål om forening. Men sejrherrerne frygtede et samlet og styrket Stortyskland og forhindrede, at der blev afholdt folkeafstemning om spørgsmålet, men lokale afstemninger i Tirol i april 1921 (145.302 stemmer for, 1.805 mod) og Salzburg i maj (98.546 for, og 877 mod) viste overvældende flertal for tilslutning til Tyskland.
I begyndelsen af 1930-erne søgte Østrig og Tyskland at etablere et økonomisk samarbejde. Der blev den 19. marts 1931 enighed om at etablere en toldunion, men også den blev standset af sejrherrerne fra 1. verdenskrig gennem Den Faste Domstol for Mellemfolkelig Retspleje. Dette samarbejde blev dæmpet efter den nationalsocialistiske magtovertagelse i 1933. Imidlertid agiterede Adolf Hitler, selv en tysk-østriger, stærkt for stortysk løsning efter at have fået pangermanske tanker efter krigen. Det redegjorde han for i Mein Kampf.

### Austrofascismen
Østrig blev hårdt ramt af Den store depression, der medførte høj arbejdsløshed og ustabil økonomi. Det førte til politisk uro i den unge stat. Republikken var de første år domineret af det katolske parti Christlichsoziale Partei, men staten gik langsomt i opløsning fra 1933, da parlamentet blev opløst, til opstanden i Wien i 1934. Styret udviklede sig i retning af en korporatistisk fascistisk etpartistat, kaldet austrofascisme, under ledelse af Engelbert Dollfuss, og efter, at han var blevet dræbt, af Kurt Schuschnigg.
Austrofascismen havde mere til fælles med den italienske fascisme under Benito Mussolini end med den tyske nationalsocialisme. Mussolini støttede austrofascisternes tanker om østrigsk selvstændighed, til han fik behov for tysk støtte til sin krigsførelse i Etiopien under Den anden italiensk-abessinske krig. Det førte ham til afhængighed af Hitler gennem Rom-Berlin-aksen.
Pangermanske kredse havde gennem flere år presset på for at få gennemført en stortysk løsning. De nationalsocialistiske myndigheder i Tyskland støttede sit østrigske søsterparti DNSAP under ledelse af Arthur Seyss-Inquart i deres forsøg på at tage magten fra de austrofascistiske magthavere.
Den 25. juli 1934 blev Dollfuss dræbt i et nationalsocialistisk kupforsøg, hvilket førte til ny politisk uro, som varede til august. De østrigske nationalsocialister flygtede da i stor skala til Tyskland, men fortsatte arbejdet for en forening derfra, mens de tilbageværende nationalsocialister skabte uro gennem terrorangreb med mere end 800 dræbte mellem 1934 og 1938.
Schuschnigg overtog og videreførte Dollfuss' politik, hvor både nationalsocialister og socialdemokrater blev interneret i stor skala. Presset fra Tyskland voksede imidlertid, så aktionerne mod nationalsocialisterne ophørte efter 1936, og internerede nationalsocialister blev løsladt og indlemmet i magtpositioner.

### Optakten
I 1938 blev det afsløret, at DNSAP planlagde et kup i Østrig. Schuschnigg tog dette op med Adolf Hitler under et møde i Berchtesgaden. Hitler benyttede anledningen til at presse Østrig til at indfri en række tyske krav, som at Seyss-Inquart skulle med i den østrigske regering, og at alle fængslede nationalsocialister skulle løslades. Den tyske hær indledte samtidig en militærøvelse nær grænsen for at lægge pres på Schuschnigg.
Schuschnigg gik med på Hitlers krav. Seyss-Inquart blev indenrigsminister og styrede på kommando fra Berlin. Schuschnigg så snart, at situationen var uholdbar, og ønskede at holde en folkeafstemning den 13. marts, om Østrig fortsat skulle være en uafhængig stat.
Hitler krævede straks, at folkeafstemningen skulle udsættes, da udfaldet var usikkert. Han krævede, at den østrigske præsident, Wilhelm Miklas, skulle afskedige Schuschnigg og udpege Seyss-Inquart som ny kansler. Miklas nægtede at godtage Seyss-Inquart, men gik med på de andre krav. Hermann Göring beordrede Seyss-Inquart til at sende et telegram, hvor han skulle bede om tysk hjælp, men han nægtede, og telegrammet blev i stedet sendt af en tysk agent i Wien.

## Gennemførelsen
Tyske tropper krydsede grænsen til Østrig den 12. marts 1938 efter lang tids forberedelse uden at møde modstand. Flere steder blev de tyske soldater mødt af folkemængder med blomster, og aktionen fik kaldenavnet der Blumenkrieg ("Blomsterkrigen"), mens det officielle navn var Unternehmen Otto. Flere steder havde lokale nationalsocialister allerede overtaget styret, før de tyske soldater kom, som i Graz.
Hitler ankom i sin bil samme eftermiddag til sin fødeby Braunau og til Linz samme aften, hvor han blev modtaget på byens rådhus. Han gennemførte derefter et triumftog i Østrig, som endte i Wien den 15. marts 1938, hvor han blev taget imod af en menneskemængde på omkring 200.000 tysk-østrigere på Heldenplatz ("Heltepladsen"), som overværede, at Hitler proklamerede det østrigske Anschluss til riget.
Anschluss blev allerede den 13. marts hjemlet i en lov, og det tidligere Østrig blev provinsen Ostmark med Seyss-Inquart som guvernør. Det blev indledningen til terroren mod jødiske østrigere og kom til udtryk i den såkaldte "arisering" med beslaglæggelse af jødisk ejendom.
Indtoget var svar på en hændelse fremkaldt af medlemmer af DNSAP og diplomatisk pres og ultimatum fra den tyske regering.

## Folkeafstemning i april
Den foreslåede lovgivning af 13. marts slog fast, at Østrig skulle være en del af Tyskland, og denne lovgivning blev sendt ud til folkeafstemning den 10. april. Historikerne er stort set enige om, at resultatet ikke er manipuleret, men selve gennemførelsen var hverken fri eller hemmelig. Blandt andet blev stemmesedlerne ikke leveret skjult, men kontrolleret af valgfunktionærer. Desuden var stemmesedlen tendentiøst udformet og formuleret. Ifølge nationalsocialisterne skal hele 99,7 % have stemt "ja".
Den eneste del af afstemningen, som blev gennemført som frie valg, fandt sted i den italienske havneby Gaeta blandt østrigske og tyske præster, som studerede ved Santa Maria dell'Anima i Rom. Afstemningen blev gennemført ombord på den tyske krydser Admiral Scheer, som lå i havnen. Her stemte 90 % mod Anschluss, hvilket nationalsocialisterne senere kaldte die Schande von Gaeta ("Skammen i Gaeta").

## Virkninger og videre udvikling

### Reaktioner
Det katolske ærkebiskop af Wien, kardinal Theodor Innitzer, arbejdede indledningsvis for en forståelse med det nye styre for at dæmme op for den latente antikatolicisme blandt nationalsocialisterne. Allerede den 15. marts 1938 aflagde han en høflighedsvisit hos Hitler i Wien og undertegnede sammen med øvrige biskopper en erklæring, hvori de stillede sig loyale til styret. Der blev også undertegnet en erklæring den 27. marts, som udtrykte anerkendelse af det, som blev udrettet i (völkischer) hensigt, og at det var en "national pligt" for østrigerne at stemme for Anschluss i den kommende folkeafstemning.
Disse erklæringer var imidlertid ikke tilstrækkeligt kirkeligt forankrede, og Vatikanradioen udsendte umiddelbart en skarp fordømmelse af Anschluss, og Vatikanetts kardinalstatssekretær, kardinal Eugenio Pacelli beordrede Innitzer til Rom. Før han fik foretræde for paven, måtte han stå skoleret for Pacelli, som var rasende og krævede, at Innitzer skulle tilbagekalde sin udtalelse. Han måtte undertegne en ny erklæring, hvor det hed, at "De østrigske biskopers højtidelige erklæring ... ikke havde hensigt at godkende noget, som ikke var og ikke er forenelig med Guds lov" (6. april 1938). Vatikanets avis L'Osservatore Romano havde en artikel, som understregede, at biskoppernes oprindelige udtalelse var blevet til uden Roms godkendelse.
Det blev tidligt klart, at hverken Innitzer eller de øvrige østrigske biskopper havde formået at tøjle antikatolicismen blandt nationalsocialisterne. Den 28. september 1938 overrakte biskopperne et memorandum til Hitler, hvori de gik hårdt mod den skarpe "kulturkamp", som var blæst i gang i Østrig, og fremførte en række eksempler på overgreb fra embedsværket.
Modstanden kulminerede den 7. oktober efter rosenkransbønnen i Stephansdomen, da mere end 7.000 unge katolikker protesterede offentligt og gjorde nar af nationalsocialistiske paroler, som de forandrede ordene på. De var blevet inspireret af kardinalens ord fra prædikestolen, som var: "Vi har kun én Fører: Kristus!".
Allerede dagen efter kom der repressalier, da en sydende folkemængde anført af Sturmabteilung og Hitlerjugend trængte ind i kardinalens residens og den ærkebiskoppelige kurie (Curhaus) i Wien, hvor de ødelagde og plyndrede, gik løs på de gejstlige og brølede slagord om, at Innitzer måtte føres til galgen eller sendes til Dachau. Wiens nationalsocialistiske politipræsident sad i et kaffehus på Stephansplatz, mens det skete og fulgte med på uret, at indtrængerne holdt sig inden for den aftalte tid, som var blevet afsat som "Zeitraum für den deutschen Volkszorn" (tidsrum for det tyske folkeraseri).
Kort tid efter blev den katolske presse og de kirkelige foreninger forbudt, og konkordatsbestemmelserne fra 1933, som sikrede kirkens rettigheder i det daværende Østrig, blev erklæret ugyldige af de nationalsocialistiske magthavere.
Denne første tyske annektering efter 1. verdenskrig vakte opsigt men blev ikke anset som en trussel i resten af Europa. Tvært imod virkede det normalt, at det tysktalende østrigske folk blev indlemmede i det tyske rige. De øvrige internationale reaktioner var derfor moderate. The Times kommenterede, at for 300 år siden havde Skotland sluttet sig til England, og at dette ikke var så anderledes. Den 14. marts holdt den britiske premierminister Neville Chamberlain en tale i Underhuset, hvor han tog afstand fra Anschluss, men accepterede dette som en realitet. I talen sagde han blandt andet, at "de hårde fakta er, at ingen ting kunne have stoppet det, som faktisk skete (i Østrig) med mindre dette og andre lande var forberedt på at bruge magtmidler"

### Ny ekspansion
Den britiske reaktion var en følge af den britiske appeasement-politik. Men også USA udstedte en tilsvarende udtalelse. Hitler ser ud til at have tolket dette som en mulighed for at bruge endnu mere aggressive tiltag for at udvide das Reich, da han senere indtog Sudetenland. Samme efterår blev også det tjekkiske grænseområde Sudetenland med en overvejende tysk talende befolkning annekteret af Tyskland som følge af München-forliget i 1938.
I marts 1939 annekterede Tyskland også de resterende tjekkiske dele af Tjekkoslovakiet, det tidligere østrigske landområde Böhmen med Mähren, som efter 1. verdenskrig var blevet kerneområdet i den nyoprettede stat. Området blev kaldt Reichsprotektorat Böhmen-Mähren og modsvarer det nuværende Tjekkiet. Tysklands udvidelser af grænserne for Det stortyske rige blev altså delvis godtagne af andre europæiske magter.
Dette styrkede tysk tro på muligheden for fortsat ekspansion øst over uden modstand fra vestmagterne og bidrog til angrebet på Polen 1. september samme år, som indledte 2. verdenskrig.

### "Offerteorien" efter krigen
Efter 2. verdenskrig søgte mange østrigere trøst i tanken om Østrig som "nazismens første offer". Til trods for, at det nationalsocialistiske parti umiddelbart blev forbudt, havde Østrig ikke den samme afnazificeringsproces, som blev pålagt i Tyskland. Østrig havde ikke det samme ydre pres for et opgør med fortiden og dermed for en politisk reform. Dette medførte, at flere politiske miljøer i Østrig efter krigen ønskede at fremstille Anschluss som en anneksion som følge af en militær invasion.
Dette syn på hændelserne i 1938 blev stærkt forankret som følge af 10 års allieret okkupation af landet efter krigen og kampen for at genoprette østrigsk uafhængighed. Her blev denne "offerteori" central i forhandlingerne med Sovjetunionen frem mod Den Østrigske Statstraktat i 1955, hvor de østrigske forhandlere lagde vægt på "offerteorien" for at kunne opnå en anden løsning end for Tyskland, som blev delt i fire okkupationszoner og på denne tid delt i Østtyskland og Vesttyskland. Statstraktaten, sammen med at Østrig erklærede sig neutral, var vigtige milepæle i etableringen af en uafhængig østrigsk national identitet i de følgende årtier.
Østrigske politikerne på både højre og venstresiden tog i de følgende år sigte på dæmpe konfliktniveauet for at undgå den skarpe indre strid, som havde været i 1930-erne, og dette medførte, at diskussioner om både østrigsk nationalsocialisme og Østrigs rolle i Det tredje rige blev undgået. Imidlertid har Österreichische Volkspartei (ÖVP) fremmet synspunktet om, at Dollfuss' diktatur var nødvendigt for at sikre østrigsk uafhængighed. På den anden side har Sozialdemokratische Partei Österreichs (SPÖ) argumenteret med, at Dollfuss' diktatur ødelagde landets demokratiske institutioner, som ville have været nødvendige for at kunne have stået imod Hitler, hvorved ses bort fra, at Hitler selv var østriger.
- Tyske troppers innmarsj i Aussig i Sudetenland oktober 1938. 
Foto: Deutsches Bundesarchiv
- Nyheten om Anschluss omtalt i en svensk lokalavis 12. marts 1938